# ヤン・パイネンビュルフ
ヤン・パイネンビュルフ（Jan Pijnenburg、1906年2月15日 – 1979年12月2日）は、オランダ、ティルブルフ出身の自転車競技（トラックレース）選手。
本名は、ヨハネス・バプティスト・ノルベルテュス・パイネンビュルフ（Johannes Baptist Norbertus Pijnenburg）。

## 経歴
1928年のアムステルダムオリンピック・団体追い抜きで、銀メダル獲得に貢献。翌年プロに転向。プロ時代は、デ・カノンバル（De Kanonbal、英訳:キャノンボール）というニックネームがつけられ、6日間レースにおける名レーサーとして君臨。同レースにおいて通算17勝を挙げた。
1940年に引退。引退後は故郷のティルビュルフでレストランを経営した。

## 主な戦績
1928年
- アムステルダムオリンピック・団体追い抜き 2位

1931年
- ドルトムント6日間レース 優勝（+ アドルフ・シェン）
- ベルリン6日間レース 優勝（+ アドルフ・シェン）

1932年
- アムステルダム6日間レース 優勝（+ ピート・ファン・ケンペン）
- ブリュッセル6日間レース 優勝（+ ヤヌス・ブラーペンニンクス）
- パリ6日間レース 優勝（+ ピート・ファン・ケンペン）
- ドルトムント6日間レース 優勝（+ ピート・ファン・ケンペン）
- シカゴ6日間レース 優勝（+ アドルフ・ファン・ネヴェル）

1933年
- アムステルダム6日間レース 優勝（+ コル・ワルス）
- ブリュッセル6日間レース 優勝（+ アドルフ・シェン）
- フランクフルト6日間レース 優勝（+ フィクトル・ラウシュ）
- シュトゥットガルト6日間レース 優勝（+ エミル・リヒリ）

1934年
- アントウェルペン6日間レース 優勝（+ コル・ワルス）
- ブリュッセル6日間レース 優勝（+ コル・ワルス）
- パリ6日間レース 優勝（+ コル・ワルス）

1936年
- ロッテルダム6日間レース 優勝（+ コル・ワルス）
- コペンハーゲン6日間レース 優勝（+ フランス・スラーツ）

1937年
- アントウェルペン6日間レース 優勝（+ フランス・スラーツ）